# Moncheaux-lès-Frévent
Moncheaux-lès-Frévent ist eine französische Gemeinde mit 137 Einwohnern (Stand 1. Januar 2022) im Arrondissement Arras des Départements Pas-de-Calais. Sie liegt im Kanton Saint-Pol-sur-Ternoise und ist Mitglied des Kommunalverbandes Ternois.
| Buneville | Neuville-au-Cornet |                  |
|           | Kompass            | Monts-en-Ternois |
| Sibiville | Houvin-Houvigneul  |                  |

## Sehenswürdigkeiten

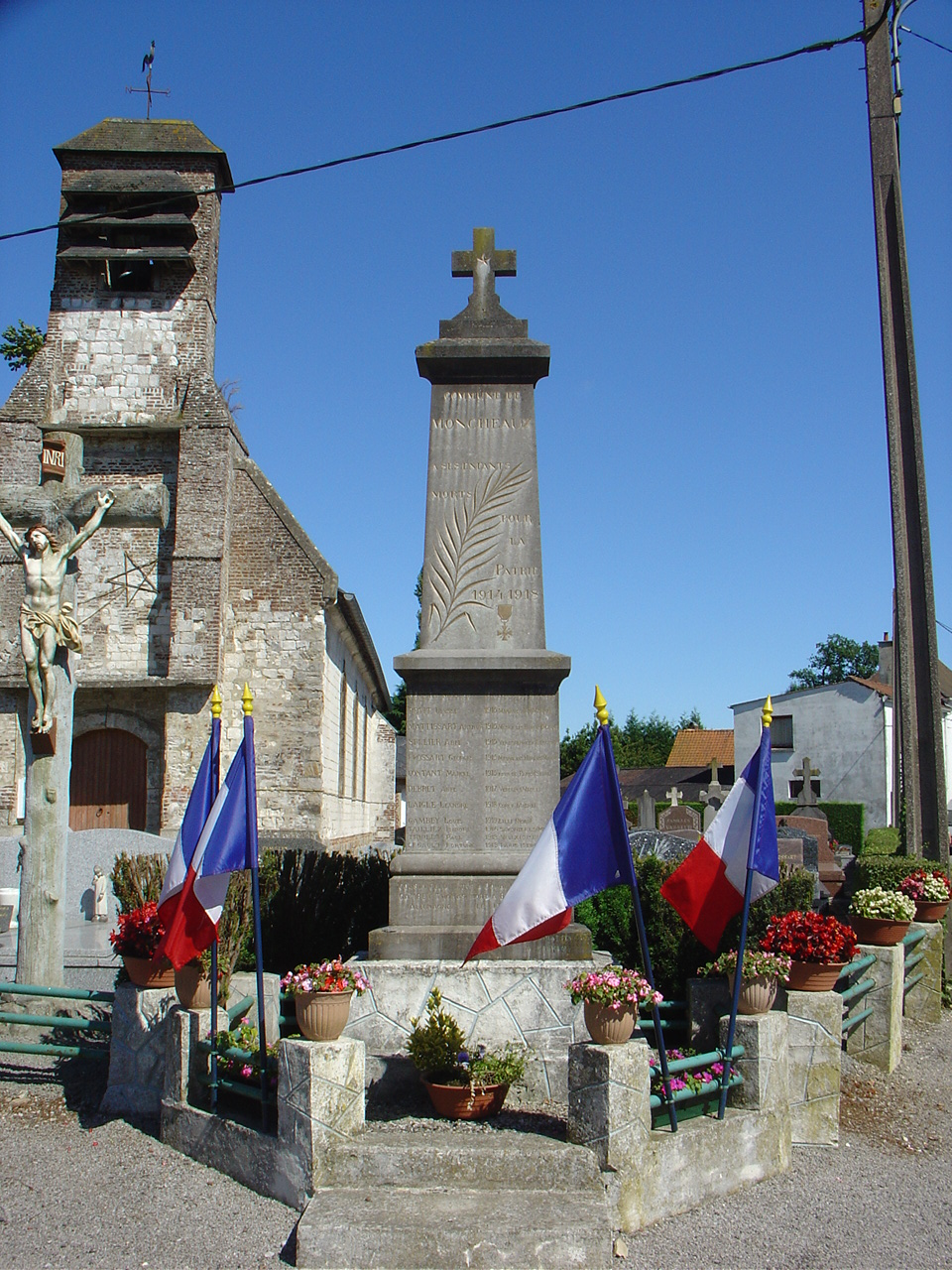
Kriegerdenkmal
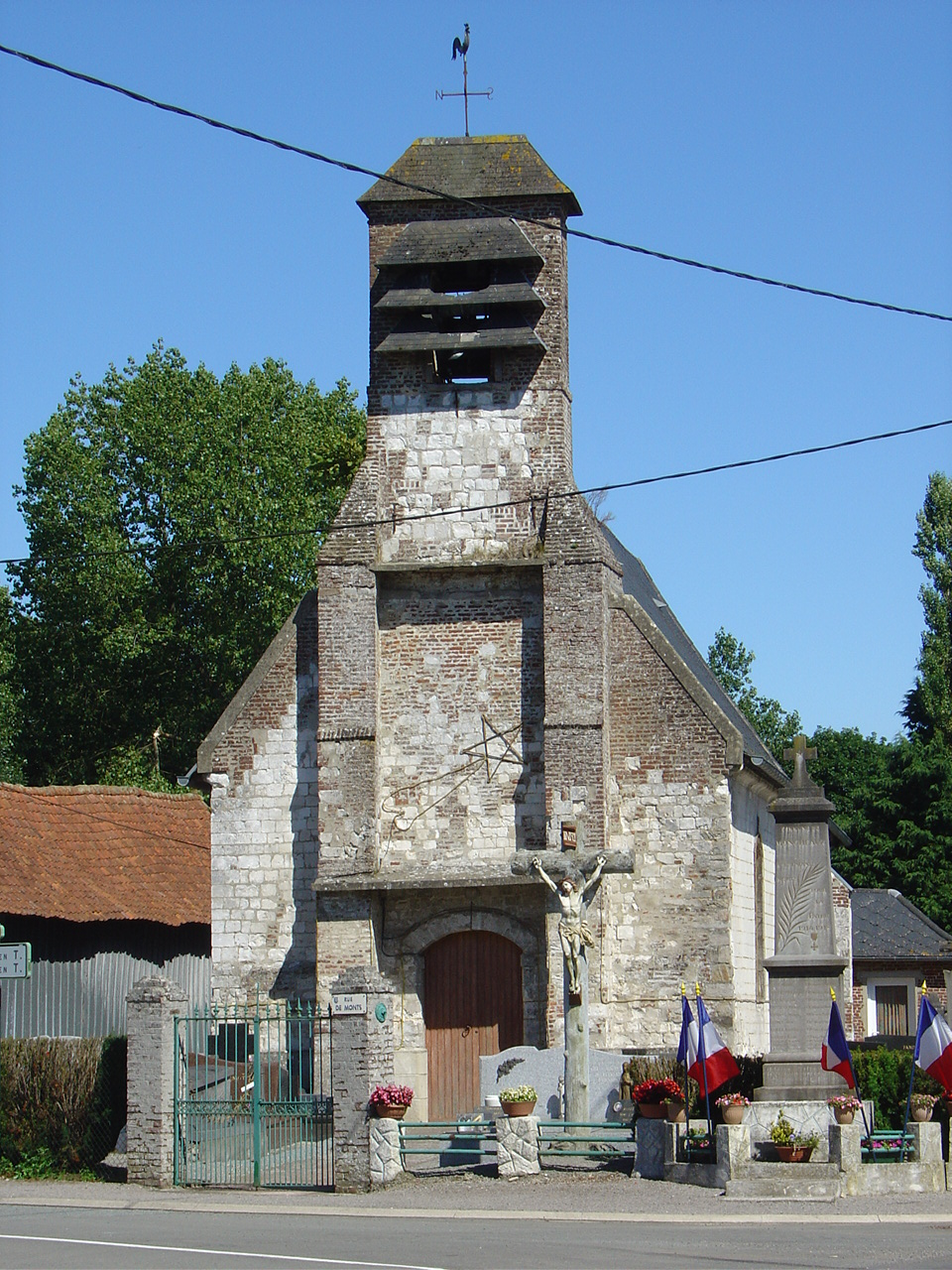
Kirche Saint-Martin